# Estrecho de Jacques Cartier
El estrecho de Jacques Cartier (en inglés: Jacques Cartier Strait; en francés: Détroit de Jacques-Cartier) es un pasaje marítimo situado en la parte septentrional del golfo de San Lorenzo entre la isla de Anticosti y la parte continental de la península del Labrador. Administrativamente, el estrecho está  en la provincia canadiense de Quebec. 
El estrecho tiene una longitud de 35 kilómetros y está cerca del estrecho de Honguedo, que separa la isla de Anticosti y la península de Gaspesia.
En 1934, la Comisión de Geografía de Quebec adoptó oficialmente el nombre de Jacques Cartier para conmemorar el 400.º aniversario de la llegada de Jacques Cartier a América del Norte. Antes de esto, también se conoció como estrecho de San Pedro (Détroit Saint-Pierre, nombrado por el propio Cartier el 1 de agosto de 1534, el día de San Pedro), canal Labrador (Labrador Channel, hasta 1815), y pasaje Mingan (Mingan Passag). 